# Església de Katoghike (Yerevan)
L'Església Katoghike de la Santa Mare de Déu (armeni: Կաթողիկե Սուրբ Աստվածածին եկեղեցի, Kat'oghike Surp Astvatsatsin yekeghetsi), és una petita església medieval al districte de Kentron de Yerevan, la capital d'⁣Armènia.

## Història
Segons els escrits gravats en una de les parets de l'església de Katoghike, l'estructura que es conserva data del 1264.
Després del terratrèmol de Yerevan de 1679, es va construir una gran basílica que portava el nom de la Santa Mare de Déu entre 1693 i 1695, a l'antic districte de Shahar de Yerevan, ocupant la vora occidental de l'església de Katoghike. La nova església va ser construïda amb pedres de toba armènies típiques i no tenia cúpula. Pertanyia al tipus de basílica de tres naus de l'⁣arquitectura eclesiàstica armènia. L'església, amb la seva sala d'oració de 14,0 x 19,3 metres i un perímetre exterior de 16,4 x 28,4 metres, era considerada una de les esglésies més espaioses de l'antic Yerevan. L'església tenia entrades als costats sud i oest.

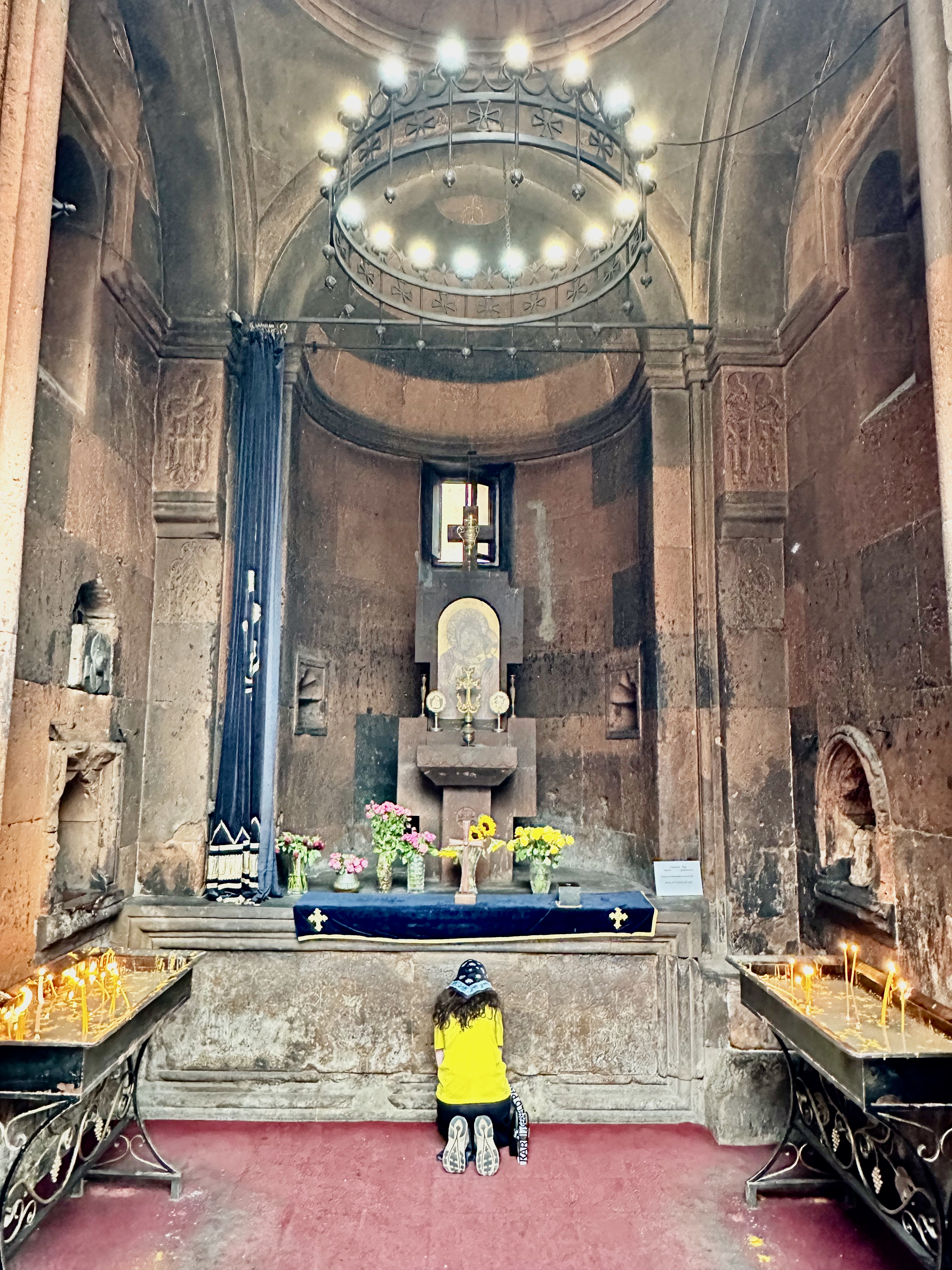
Interior

El 1936, la basílica de la Santa Mare de Déu va ser enderrocada sota el domini soviètic per fer lloc a edificis residencials i un institut lingüístic a l'avinguda Sayat-Nova. Durant la demolició, es va descobrir l'església de Katoghike del segle XIII dins l'estructura de la gran basílica. Després de les protestes dels arqueòlegs, l'església es va conservar. Es van trobar molts khatxkars (creus) antics a les parets de l'església enderrocada que dataven dels segles XV i XVII.